# Sabanalarga (kommun i Atlántico, lat 10,62, long -74,96)
Sabanalarga är en kommun i Colombia.   Den ligger i departementet Atlántico, i den norra delen av landet, 700 km norr om huvudstaden Bogotá. Antalet invånare är 86 631.